# Мальчишка
«Мальчишка» — кинофильм.

## Сюжет
Молодой человек (Кид) возвращается в небольшой городок, где были убиты его родители, когда он ещё был мальчиком. Он вернулся для мести.

## Дополнительные сведения
- В Великобритании премьера фильма состоялась 2 ноября 1990 года.

## Актёрский состав
- Томас Хауэлл — Kid
- Сара Триггер — Kate
- Брайан Остин Грин — Metal Louie
- Ли Эрми — Luke
- Dale Dye — Garvey
- Майкл Боуэн — Harlan
- Damon Martin — Pete
- Lenore Kasdorf — Alice
- Michael Cavanaugh — Walters
- Tony Epper — Truck
- Don Collier — Clarke
- Don Baker — Jamie
- Don Starr — Bleeker
- Fred Sugerman — папа
- Heather McNair — мама
- Kyle Elliot Suzenski — мальчик
- Henry 'Hank' Kendrick — Al
- Jay Bernard — Ben the Barber
- James Eric — бармен
- Anthony Russell — пьяница
- Caesar Paul Del Trecco — запыхавшийся человек
- Warner McKay — посудомойщик
- J.P. Guerin — железнодорожный инженер
- JB Warren — Train Patron